# ポール・ポジション (映画)
『ポール・ポジション』（原題:Formula uno, febbre della velocità / 英語原題:Speed Fever）は、1978年のイタリア映画。

## 概要
1970年代のF1グランプリの裏側を捉えたドキュメンタリー映画だが、現役のレーシングドライバーはもちろんのこと、有名人が多数出ているのも特徴である。現在では事故を中心に扱った事からモンド映画として数えられている。レーサーの苦悩や家族、西ドイツやアフリカでのグランプリでの大事故を映し出し、トム・プライスの死やその他のレースのクラッシュシーンなどを描いている。
1980年には続編の『ポール・ポジション2』も製作され、1987年の『グッバイ・ヒーロー』には、本作の映像がそのまま流用された。

## あらすじ
女優のシドニー・ロームがニキ・ラウダに電話をかけ、「台本無しでF1ドライバーにインタビューする映画を撮影するのでアドバイスして欲しい」と依頼するシーンから始まり、二人はローマ空港で合流する。その後はシドニー・ロームが実際に1978年シーズンのF1グランプリを取材したドキュメンタリー映画となり、彼女による多数のインタビューとニキ・ラウダのストーリーを中心にF1の世界が描かれる。

## 使用された記録映像
- 1977年南アフリカグランプリ　トム・プライスとコースマーシャル死亡事故とハンス＝ヨアヒム・スタックのインタビュー
- 1977年アメリカ西グランプリ　ジェームズ・ハントの多重事故
- 1964年　スピリット・オブ・アメリカ号による世界最高速度記録達成と直後のパラシュートブレーキ故障による事故
- 1976年ドイツグランプリ　ニキ・ラウダ炎上事故と救出の様子、本人とマルレーネ婦人とのインタビュー、オフショット
- 1978年モナコグランプリ　カルロス・ロイテマンによるオンボード走行映像
- 1970年イタリアグランプリ　ヨッヘン・リント死亡事故
- 1973年インディアナポリス500 ソルト・ウォルザーの事故、
- 1955年のル・マン24時間レース メルセデス・ベンツのコースアウトによるピエール・ルヴェーと観客83名死亡事故
- 1973年イギリスグランプリ　ジョディー・シェクターが発端の多重クラッシュ

その他、アメリカのドラッグレース、ストックカーレース、ラリーカーレース、1950年～1960年代のF1レースの様子、ジェームズ・コバーン、マリオ・アンドレッティ、バーニー・エクレストン、ジェームズ・ハント、ジョン・ワトソン、エディ・チーバー、エマーソン・フィッティパルディ、マウロ・フォルギエリ、リカルド・パトレーゼ、ジル・ヴィルヌーブ、ルカ・ディ・モンテゼーモロ、サンドロ・ムナーリジャッキー・イクス、スターリング・モスの当時の映像が紹介される。

## スタッフ
- 監督・編集：マリオ・モッラ
- 原案：ピエトロ・リッゾ、オスカー・オレフィッチ
- 撮影：エンニオ・グァルニエリ、ヤン・デ・ボン、ダニロ・デジデリ
- 音楽：グイド&マウリツィオ・デ・アンジェリス兄弟

## 出演
- シドニー・ローム（インタビュアー）

レーサー
- ニキ・ラウダ
- ジェームス・ハント
- マリオ・アンドレッティ
- カルロス・ロイテマン
- ロニー・ピーターソン
- トム・プライス

ゲスト
- デイヴィッド・ニーヴン
- ジーン・ハックマン
- マイケル・ヨーク
- ジェームズ・コバーン
- ジョージ・ハリスン
- ジャン＝ルイ・トランティニャン
- モハメド・アリ